# Missió de les Nacions Unides al Sudan
Missió de les Nacions Unides al Sudan (també coneguda com a UNMIS per les seves sigles en anglès) va ser una força multinacional de manteniment de la pau desplegada al Sudan des de 2005 fins al 2011. El mandat de la UNMIS va ser establert el 24 de març de 2005 per l'aprovació de la resolució 1590 del Consell de Seguretat de les Nacions Unides i prorrogat per successives resolucions del mateix organisme. El sorgiment de la UNMIS va ser conseqüència directa de l'acord de pau entre el govern del Sudan i el Moviment d'Alliberament del Poble Sudanès del 5 de gener de 2005.

## Mandat de la UNMIS
La missió principal de la UNMIS va ser subministrar suport per a l'aplicació del Acord General de Pau entre les parts signatàries; facilitar el moviment de refugiats i desplaçats interns a les seves zones originàries, incloent la seva assistència humanitària; assistir a les parts en les labors de desminatge, la protecció dels drets humans a Sudan, especialment dels grups vulnerables com a refugiats, nens i dones, i donar suport a la Missió de la Unió Africana al Sudan.

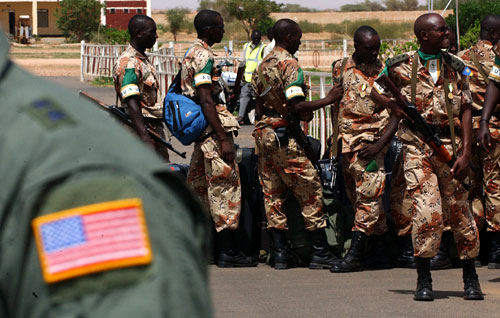
Tropes ruandeses de la UNMIS

El mandat de la UNMIS va finalitzar el 9 de juliol de 2011; el Consell de Seguretat va clausurar oficialment la missió l'11 de juliol de 2011, amb una disposició abans del 31 d'agost de 2011. L'equip i el personal seran transferits a UNISFA i a la UNMISS.
El seu treballador més conegut va ser el periodista Lubna al-Hussein, que va dimitir per renunciar a la seva immunitat.

## Actualitat
El mandat de la UNMIS va acabar el 9 de juliol de 2011 després de la finalització del període de transició establert pel govern de Sudan i el Moviment d'Alliberament del Poble Sudanès, durant la signatura de l'Acord de Pau Complet, el 9 de gener de 2005.
Actualment les Nacions Unides mantenen una missió sobre el territori de Sudan que és la Missió de les Nacions Unides al Sudan del Sud (UNMISS)